# Surco lateral del cerebro

El surco lateral del cerebro, conocido tradicionalmente como cisura de Silvio, es una hendidura que recorre transversalmente el cerebro humano desde su base por ambos flancos. Recibe su epónimo en honor de Franciscus Sylvius (1614-1672), médico y profesor de anatomía de la universidad de Leiden.

## Anatomía
En su parte inferior la cisura de Silvio separa el lóbulo frontal y el lóbulo temporal y en su parte superior el lóbulo parietal del temporal. Está presente en ambos hemisferios cerebrales, pero es más larga en el hemisferio izquierdo.
La cisura de Silvio es uno de los primeros surcos que se desarrollan en el cerebro, apareciendo en el feto humano alrededor de la decimocuarta semana de gestación.
El surco lateral del cerebro tiene varias ramas laterales. Dos de las más prominentes y más regularmente encontradas son la rama ascendente (también denominada vertical) y la rama horizontal, que subdivide el giro frontal inferior. En la Terminología Anatómica se indican tres ramas: posterior, ascendente y anterior. La cisura de Silvio también contiene los giros temporales transversos, que son parte del córtex de la audición.